# 亨利·比索
亨利·羅利·比索爵士（英語：Sir Henry Rowley Bishop，1786年11月18日—1855年4月30日），英國作曲家、編曲家。他一生共創作及改編了約120齣舞台作品，涵蓋了歌劇、輕歌劇、清唱劇及芭蕾舞劇。他的作品曾經被英國各大歌劇院上演，包括皇家歌劇院、皇家劇院、佛賀公園、乾草劇院等。他亦曾於愛丁堡大學及牛津大學擔任音樂教授，然而，現時最廣為世人所認識的，是一首短小的歌曲《甜蜜的家》（Home! Sweet Home!）。而他以莎士比亞的戲劇《錯誤的喜劇》所創作的同名劇樂，當中為花腔女高音阿德里安娜所寫的歌曲《看，那温柔的雲雀》（Lo, Here the Gentle Lark）亦是不少聲樂家用作展示歌藝的作品。

## 生平
比索出生於倫敦的一個基層家庭。13歲時輟學，跟隨他的一名堂表親於音樂出版社內工作，亦曾於新市學習成為一名騎師。後來他於倫敦有機會跟意大利作曲家方濟各·白英奇（Francesco Bianchi）學習音樂和和聲學，1804年他寫成了第一首作品：音樂鬧劇《安祖蓮娜》（Angelina），並於馬蓋特上演；隨後他於1806年寫成了芭蕾舞劇《帖木兒與巴雅澤》（Tamerlane et Bajazet），並獲得在國王劇場上演，從此他便以劇樂作曲家的身份創作。1810年完成的歌劇《狂想》（The Maniac）更成為了他的事業里程碑，在獲得好評如潮的情況下，比索被委任成為皇家歌劇院的音樂總監兼駐團作曲家，並擔任達14年之久；1813年他成為了皇家愛樂協會的創會成員之一。1825年經演員埃利斯頓的介紹下，轉投至皇家劇院工作。他於1826年完成的歌劇作品《阿拉丁》曾經是與韋伯的《奧伯隆》爭奪另一家劇院的委約作品，可惜落選了。因為此經歷，比索不再創作歌劇，反而開始把其他作曲家的歌劇作品進行改編。例如1827年在高雲花園上演《費加洛的婚禮》時，便介紹是比索重新從莫扎特的其他歌劇作品中選取音樂，再加入自己的音樂而組成的版本。當中包括了由他所寫成的詠嘆調《Follow, follow o'er the mountain》。
1841年，比索獲愛丁堡大學委任為「里德音樂教授」，但只上任了兩年便辭任。1842年他被冊封為爵士。1848年，他接替威廉·克羅奇，成為牛津大學的「希特音樂教授」，一直至1853年。
有傳比索是共濟會成員，但現時仍未有確實的文獻或其他個人書信等證實。而他的晚年也被眾多的醜聞纏繞。他與第二任妻子安娜結婚時，安娜比他年輕33年，並為比索生了三個孩子。但是在1839年，安娜將比索及其三個子女都拋棄，與法國的作曲家兼豎琴家博克薩私奔。他倆更離開英國，到世界各處表演，直至博克薩於1856年於澳洲悉尼去世為止。
雖然擁有可觀的收入，但最終比索仍然因為貧窮而在1855年於倫敦去世，享年68歲。他及後被埋葬於倫敦北部的東芬奇利墳場內。

### 軼事
比索於1809年完成的歌劇《高加索的新娘》（The Circassian Bride）在皇家劇院完成首場公演後，其原稿因後來劇場失火而被燒毀，後來作曲家憑記憶及經修整後，重新再發行。

## 外部連結

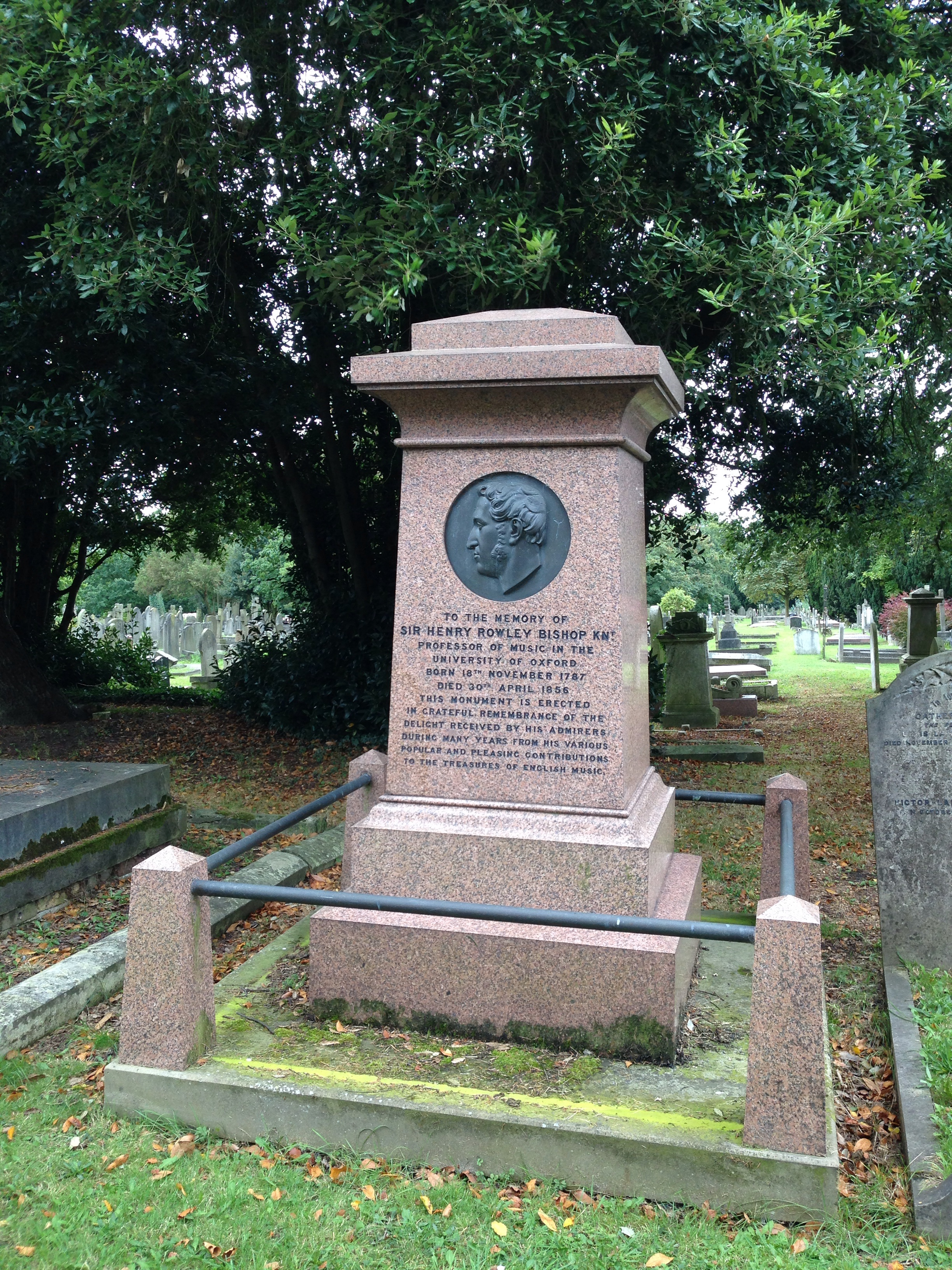
位於東芬奇利墳場（East Finchley Cemetery）上比索爵士的紀念碑，可見其出生及死亡年份與《大英百科全書》上的紀錄不同。

- 《大英百科全书》中的条目：Sir Henry Rowley Bishop（英文）
- 亨利·比索的免费乐谱，由国际乐谱典藏计划提供
- 公有領域聲樂檔案館上亨利·比索的作品
- 亨利·比索的樂譜，来自乌托邦计划